# USS LST-240
O USS LST-240 foi um navio de guerra norte-americano da classe LST que operou durante a Segunda Guerra Mundial.